# Ulrika Olsson
Hanna Ulrika Olsson, född 4 december 1990 i Trångsund, är en svensk handbollsspelare (vänsternia).

## Karriär
Ulrika Olsson startade sin karriär i Skogås HK där hon spelade till 16 års ålder, då hon valde att spela för Skuru IK. Hon debuterade i A-laget i Skuru som 16-åring. Hon spelade sedan i Skuru i fem år men lämnade för Spårvägens HF 2011. Hon spelade i Spårvägen i fyra säsonger och sista säsongen 2014-2015 vann hon skytteligan i elitserien. Efter denna säsong lämnade hon Spårvägen HF och spelade sedan två år för Våg Vipers, Kristiansand i Norge.
Efter två proffsår i Norge valde hon att återvända till Stockholm men då för Skuru IK. I Norge hade det mest blivit försvarsspel sista säsongen, men i Skuru blev det annorlunda. Säsongen 2017-2018 vann hon skytteligan i SHE. Det var hennes andra skytteligaseger i högsta ligan.
I mars 2021 berättade hon i intervju med TV4 att Skuru IK valt att inte förlänga hennes kontrakt inför nästa säsong, med argumentet att spelare i hennes ålder (30 år) brukar börja tänka på familjebildning, utan att ha talat med Olsson om detta. Olsson valde därför att avbryta kontraktet med omedelbar verkan, mitt i slutspel. Hon skrev sedan på kontrakt med VästeråsIrsta HF inför säsongen 2021/2022. Under säsongen 2021/2022 blev hon gravid och avbröt säsongen. Under 2023 på våren återkom hon i spel men avslutade karriären efter 2023. I januari 2024 presenterades hon dock av Hammarby IF för ett kort kontrakt under våren.
Ulrika Olsson har spelat 33 ungdomslandskamper för Sverige och gjort 124 mål. Hon har också spelat fyra A-landskamper och gjort 15 mål. Landslagsdebuten skedde mot Ukraina den 16 juni 2018 i en turnering i Sydkorea.

## Meriter
- 2 Skytteligasegrar (2014-2015 och 2017-2018) i Sveriges högsta division